# Schiffornis
Genre
Le genre Schiffornis regroupe sept espèces d'oiseaux appartenant à la famille des Tityridae. Antriade est le nom français que la nomenclature aviaire en langue française (mise à jour) a donné à ces 3 espèces.

## Taxinomie
En 2012, le Congrès ornithologique international suit les travaux de Nyári (2007) et Donegan et al. (2011), ainsi que les recommandations comité de classification sud-américain de l'American Ornithological Society et divise l'espèce Schiffornis turdina en quatre espèces distinctes, se basant sur des analyses phylogéniques, des analyses des chants et la distribution géographique des différents groupes considérés. Il est possible que d'autres divisions soient faites ultérieurement.

### Liste d'espèces
D'après la classification de référence (version 3.3, 2013) du Congrès ornithologique international (ordre phylogénique) :
- Schiffornis major – Antriade roussâtre
- Schiffornis olivacea – Antriade olivâtre
- Schiffornis veraepacis – Antriade du Verapaz
- Schiffornis aenea – (?)
- Schiffornis stenorhyncha – Antriade sténorhynque
- Schiffornis turdina – (?)
- Schiffornis virescens – Antriade verdâtre